# Heider (Adelsgeschlecht)

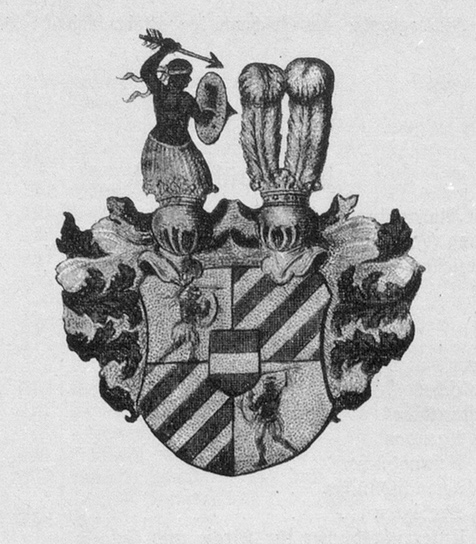
Wappen derer von Heider (Lindauer Zweig) ab 1708

Heider (seltener auch Heyder oder Haider) ist der Name eines alten, zuerst protestantischen, später katholischen württembergischen Patrizier- und Adelsgeschlechts. Die Stammreihe der Heider beginnt mit Hans Heider (1311 in Leutkirch). Die Familie teilt sich in der Folge in zwei Zweige, einen aus Lindau, und einen aus Biberach. Der Lindauer Zweig erhielt bereits am 24. Mai 1566 durch Reichsvizekanzler Johann Ulrich Zasius zu Augsburg den Wappenbrief, und wurde 26. April 1641 zu Regensburg, von Kaiser Ferdinand III. in den Adelsstand erhoben. Am 23. März 1708 erfolgt eine Adelsbestätigung und Wappenbesserung durch Kaiser Joseph I. Der Biberacher Zweig der Familie Heider erhielt am 28. Oktober 1732 durch den Hofpfalzgrafen Rudolf von Schönborn den Wappenbrief und wurde am 22. August 1795 in Wien durch Kaiser Franz II. in den rittermäßigen Reichsadelsstand erhoben.

## Geschichte
Der Ursprung der Heiders dürfte wohl in St. Gallen liegen, wo schon im Jahre 798 ein Heitaro erwähnt wird. Mehrere Persönlichkeiten des Namens Heitar waren in der Folge als advocati der Äbte in St. Gallen tätig. Im 13. Jahrhundert beginnt das Geschlecht sich auf der Nordseite des Bodensees auszudehnen, im Jahre 1261 findet ein Conrad Haider in Amberg urkundlich Erwähnung. In Oberschlesien sind weitere Zweige der Familie spätestens um 1500 nachweisbar. Heute finden sich Nachfahren der Familie vorwiegend in Süddeutschland und Österreich.

### Lindauer Zweig

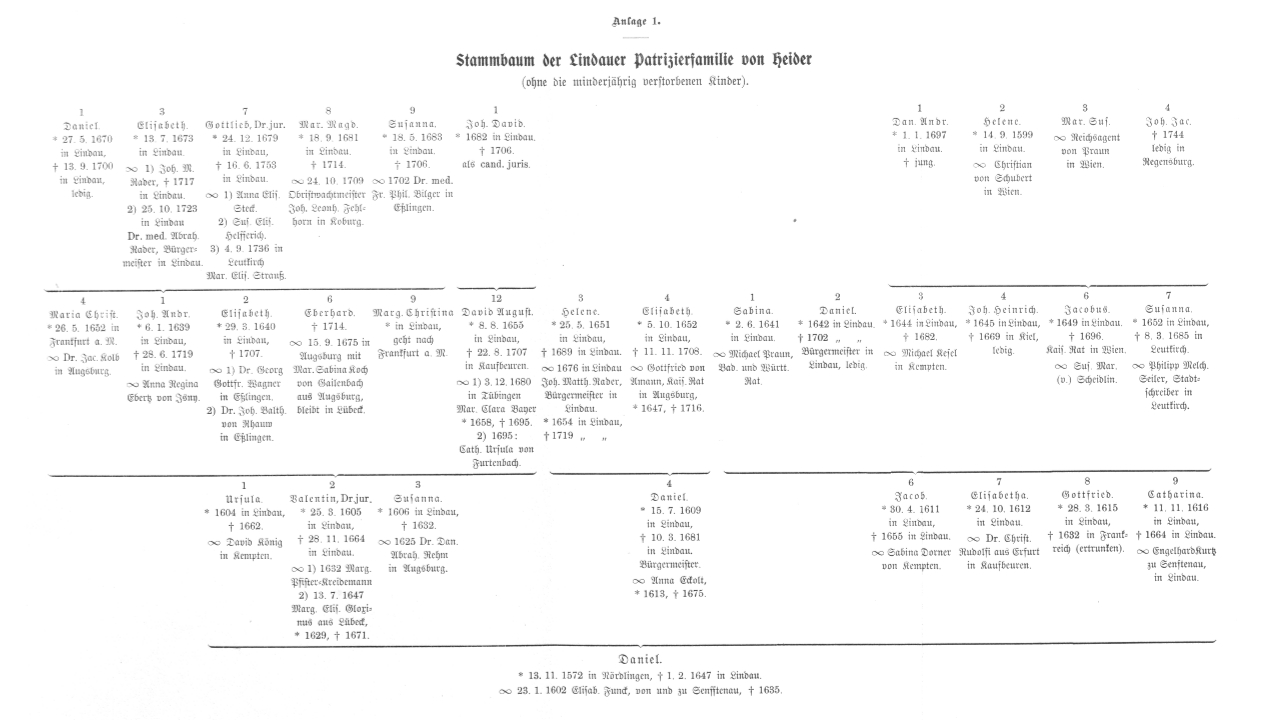
Stammbaum derer Heider zu Lindau

Der Lindauer Zweig der Familie Heider wird von Georg Haider, einem Bürgermeister Nördlingens um 1550 begründet. Er erhielt bereits am 24. Mai 1566 durch Reichsvizekanzler Johann Ulrich Zasius zu Augsburg den Wappenbrief. Dessen Enkel Daniel Heider wird 1601 zum Ratssyndikus in Lindau berufen. Sein Sohn Valentin Heider war Abgesandter der Städte Lindau, Kempten, Esslingen, Hall, Nördlingen, Weißenburg und Leutkirch beim Westfälischen Frieden. Valentin Heider wird zum bedeutendsten Mitglied der Familie und zu einem allseits geachteten Herren, wie aus zeitgenössischen Quellen hervorgeht. Als Sitz einer Nebenlinie diente Schloss Senftenau, das sich in Besitz der Herren Funck von Senftenau befand.
Valentin Heiders ältester Sohn war Johann Andreas Heider (6. Januar 1639, † 28. Juni 1719), der das Gut Gitzenweiler Hof um 1700 erwarb, wonach er und seine Linie sich folgend „von Heider zu Gitzenweiler“ nannte. Er war Ratssyndikus der Reichsstadt Lindau und herzoglich württembergischer Geheimer Rat. 1708 erhielt er einen kaiserlichen Bestätigungsbrief des rittermäßigen Adelsstandes seiner Familie, nebst einer Wappenbesserung.
Der ihn überlebende Sohn war Gottlieb von Heider zu Gitzenweiler (1679–1753), der sich auch zuweilen, in der lateinischen Übersetzung seines Rufnamens, „Theophil“ nannte. Dieser war ebenfalls Jurist, herzoglich württembergischer Rat, älterer Bürgermeister sowie Präses des Kirchen- und Schulrats seiner Vaterstadt Lindau. Er überlebte zwar seine beiden ledig gebliebenen, bereits 1700 bzw. 1706 verstorbenen Brüder Daniel und Johann David, aber da jede seiner drei Ehen kinderlos geblieben war, starb er 1753 als der letzte Heider zu Gitzenweiler. Das Wappen derer von Heider zu Gitzenweiler ist heute noch im Original am Gitzenweiler Herrenhaus und in Lindau/Bodensee am Alten Rathaus (oben rechts am Zifferblatt) zu betrachten.

Valentin Heider in Anselm van Hulle: Les hommes illustres qui ont vécu dans le XVII. siecle: les principaux potentats.., 1717.
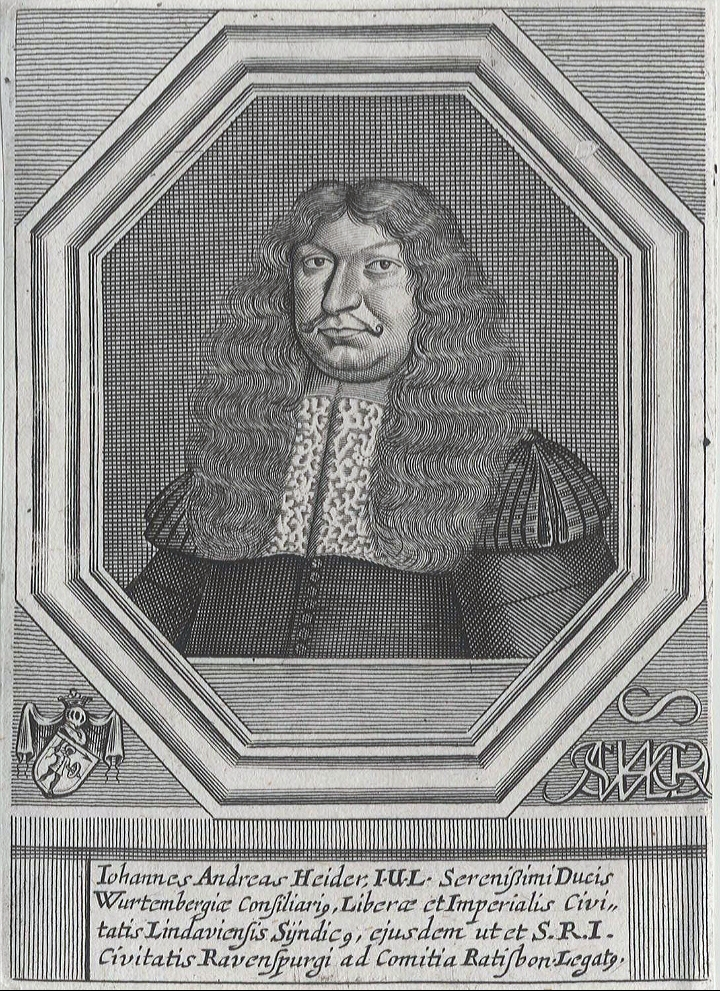
Johann Andreas von Heider zu Gitzenweiler
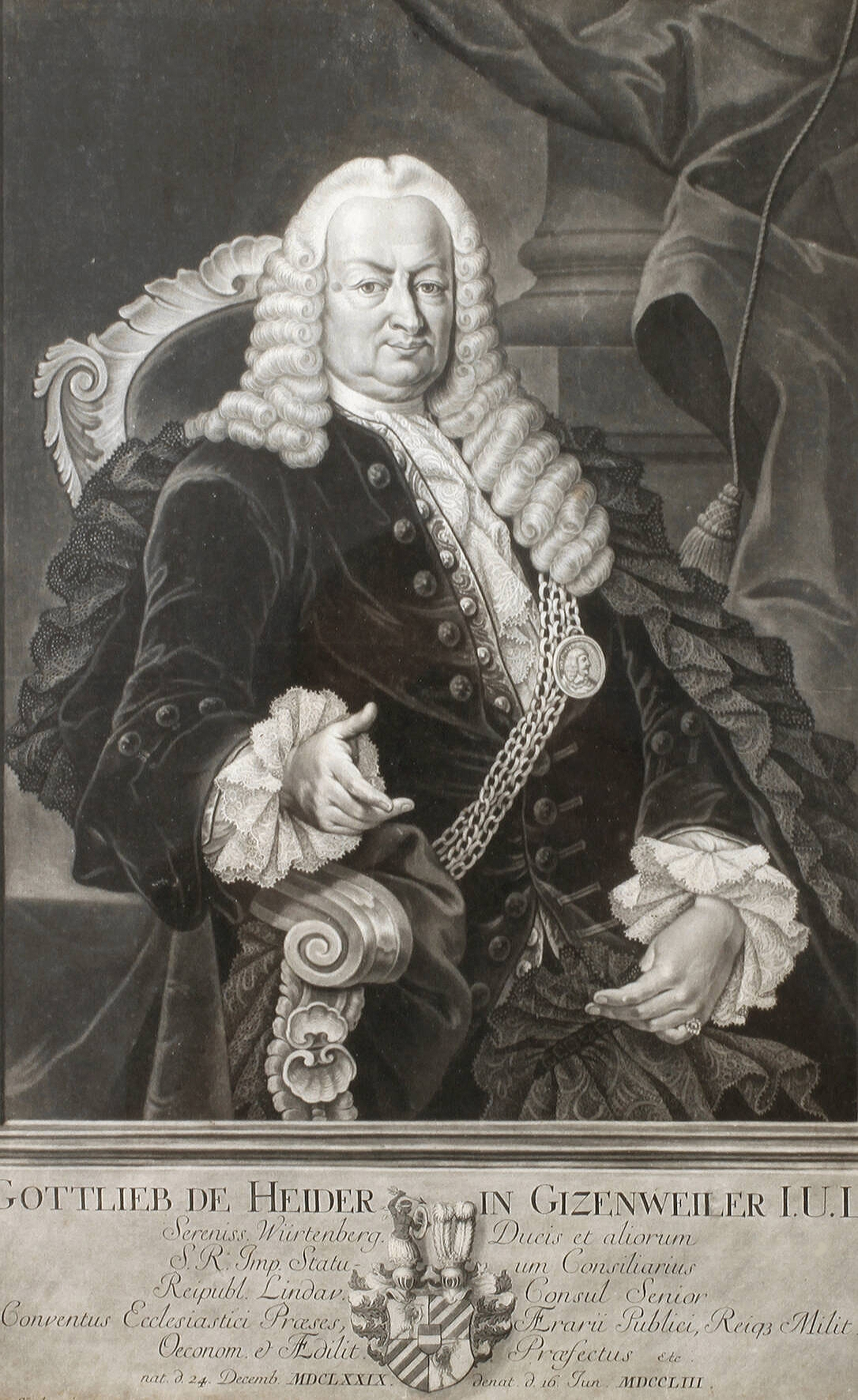
Gottlieb von Heider zu Gitzenweiler

### Biberacher Zweig
Der Biberach Zweig der Familie Heider wird verhältnismäßig spät mit Georg Christian von Heider begründet, der in seiner Funktion als kurpfälzischer wirklicher Rat und der Reichsstadt Biberach erster Rat und Hospitalpfleger, für sich und seine ehelichen Nachkommen beiderlei Geschlechts von Kaiser Franz II. am 22. August 1795 in des heiligen römischen Reichs Adelsstand erhoben wurde. Als Stammsitz dieses Zweigs etablierte sich das Schloss Lauben samt umliegenden Lehen in der Nähe von Leutkirch, das bis heute im Besitz der Familie ist.

## Namensträger
- Ursula Haider (1413–1498), Äbtissin in Valdunen und Villingen, Mystikerin
- Daniel Heider (1572–1647), Ratssyndikus in Lindau
- Valentin Heider (1605–1664), Abgesandter beim Westfälischen Frieden, Ratsherr in Lindau
- Georg Christian von Heider (1727–1805), kurpfälzischer wirklicher Rat und Hospitalpfleger in Biberach
- Tasilo Freiherr von Heider-Räth (1794–1868), Leutkircher Maler und Kunstsammler
- Gustav Freiherr von Heider (1819–1897), österreichischer Kunsthistoriker
- Paul Freiherr von Heider (1868–1936), Geistlicher und Theologe, zwischen 1933 und 1936 Hochmeister des Deutschen Ordens
- Maria von Heider-Schweinitz (1894–1974), deutsche Malerin des Expressiven Realismus

## Wappen

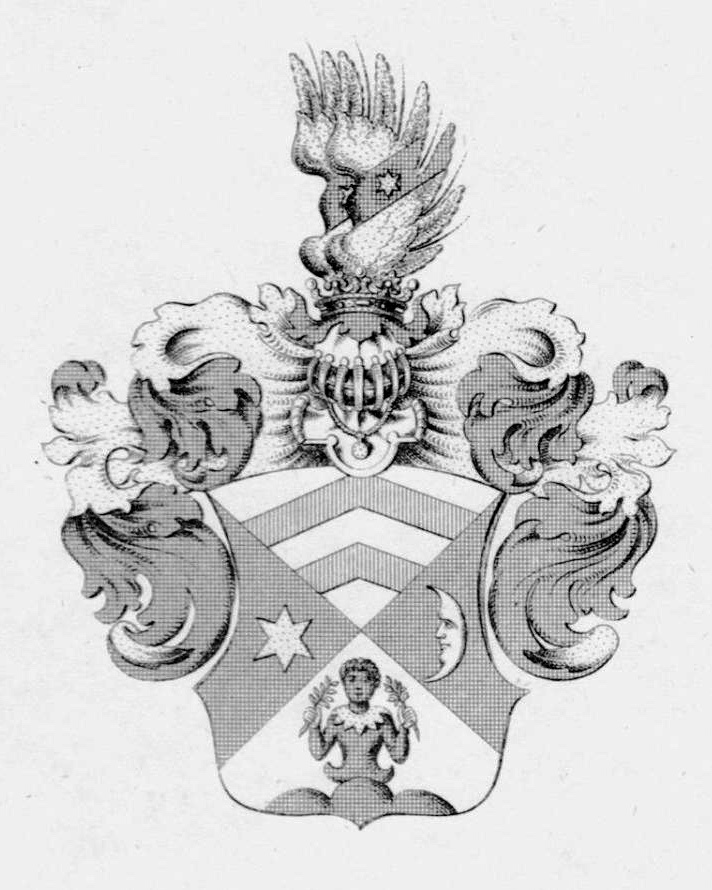
Wappen derer von Heider von 1795 (Biberacher Zweig)

1641: Im goldenen Schild ein nach links schreitender Mohr mit silbernem Schurz und Stirnbinde und mit erhobener Lanze, am linken Arm einen Rundschild tragend. Auf dem Helm erscheint der Mohr wachsend, sonst wie im Schild.
1708: Geviert; I. In Gold ein nach rechts schreitender Mohr mit silbernem Schurz und Stirnbinde und mit erhobener Lanze, am linken Arm einen Rundschild tragend. II. In Gold zur Mitte zulaufende schwarze Schrägbalken. III. In Gold zur Mitte zulaufende schwarze Schrägbalken. IV. In Gold ein nach links schreitender Mohr mit silbernem Schurz und Stirnbinde und mit erhobener Lanze, am linken Arm einen Rundschild tragend. In der Mitte ein schwarzer Bindenschild mit goldenem Balken. Auf den Helmen erscheinen erneut der Mohr wachsend, und zwei Straußenfedern.
1795: Schräggeviert; oben in Silber zwei rote Sparren, vorn in Schwarz ein goldener Stern, hinten in Schwarz ein zunehmender goldener Mond und unten in Silber aus schwarzem Dreiberge wachsend ein schwarzbekleideter Mohr mit goldenen Knöpfen, ausgegerbtem Halskragen und Kopfbinde, in jeder erhobenen Hand einen natürlichen befruchteten Heidelbeerzweig haltend. Auf dem Helme mit schwarz-goldenen Decken ein geschlossener goldener Flug, belegt mit schwarzen Schrägbalken, worin ein goldener Stern erscheint.